# Steno (cràter)
|  | Aquest article tracta sobre un cràter de la Lluna. Si cerqueu un cràter de Mart, vegeu «Steno (cràter marcià)». |

|  | No s'ha de confondre amb Steno-Apollo (cràter). |

Steno és un cràter d'impacte relativament petit, localitzat a l'hemisferi nord de la cara oculta de la Lluna. Es troba al sud-sud-oest del cràter lleugerament més gran Stearns, una formació molt més jove i menys desgastada. Més al nord-oest de Steno es troba Appleton, i a l'est apareix Nušl.

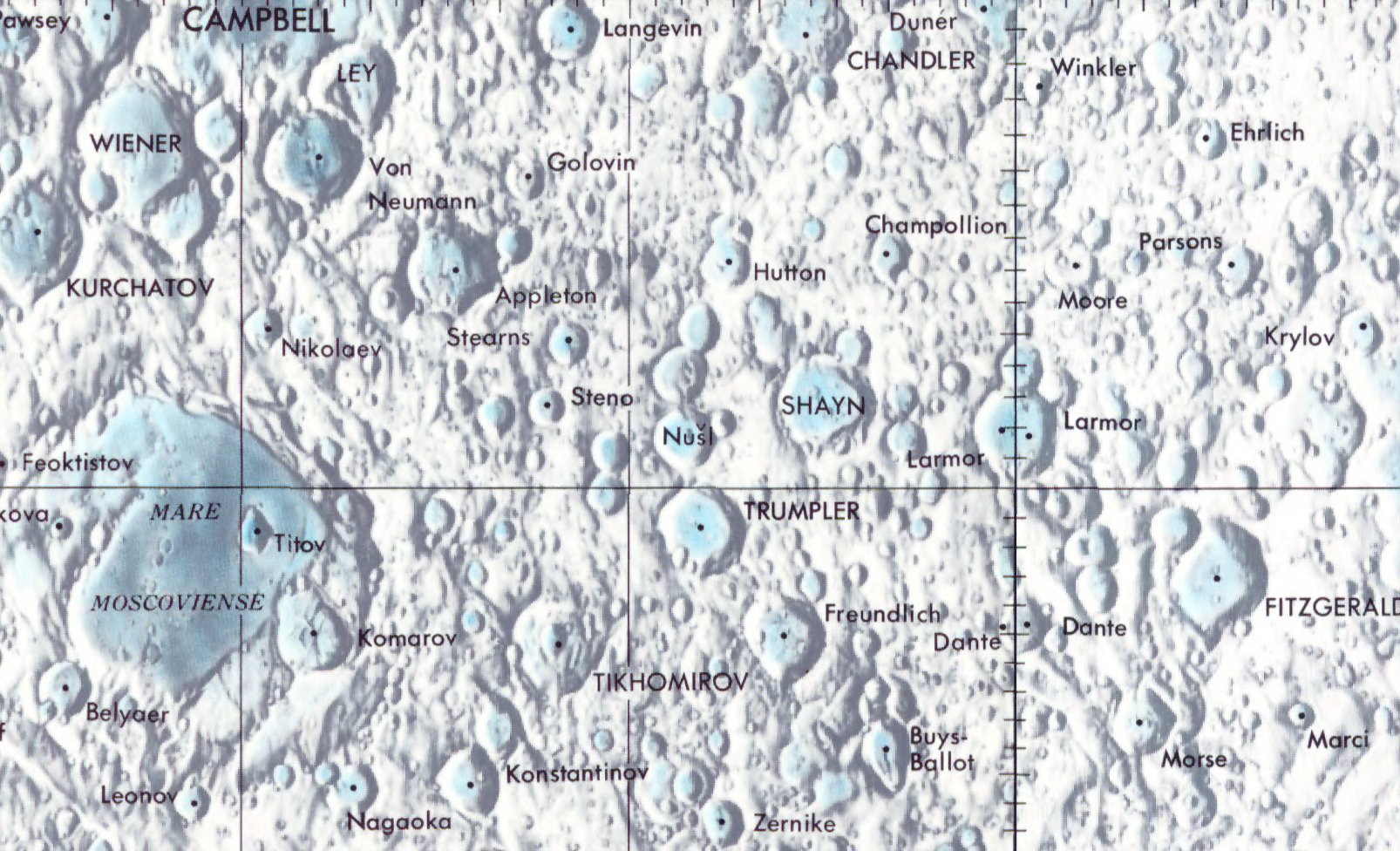
Localització de Steno (centre de la imatge)
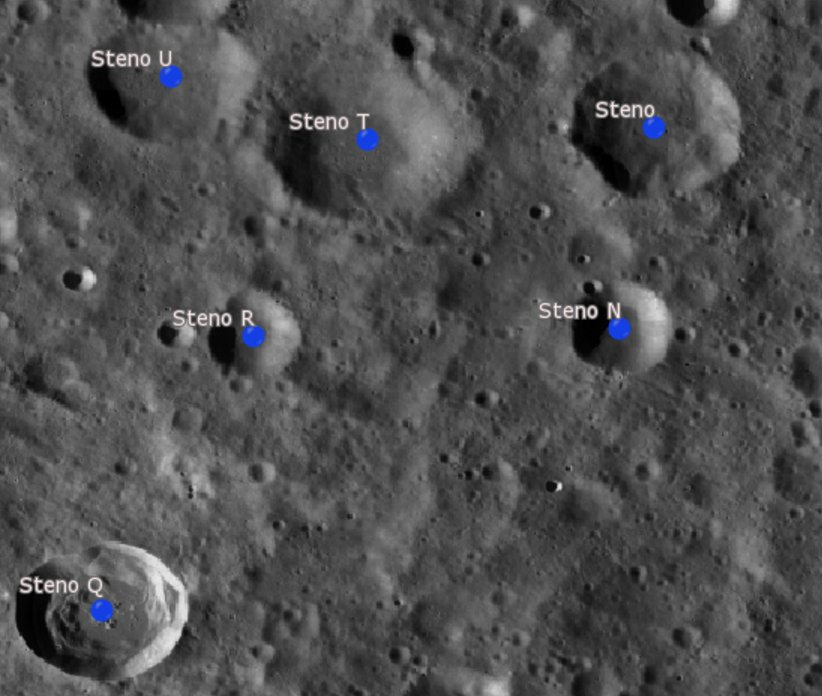
Cràters satèl·lit

És una formació desgastada, amb una vora exterior circular que roman relativament ben definida. El contorn està marcat només per uns diminuts cràters, i el sòl i les parets interiors no tenen trets significatius, excepte alguns solcs febles i una sèrie de marques diminutes.

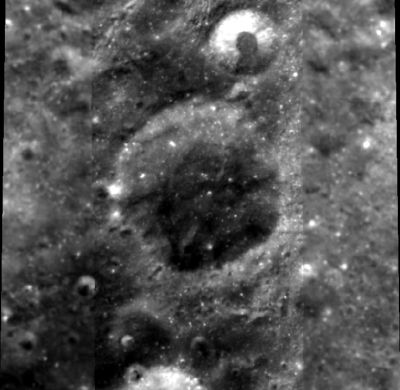
Cràter Steno (imatge de la missió Clementine) (1994)

## Cràters satèl·lit
Per convenció aquests elements són identificats en els mapes lunars posant la lletra en el costat del punt central del cràter que està més proper a Steno.
| Steno | Coordenades                            | Diàmetre |
| ----- | -------------------------------------- | -------- |
| N     | 31° 18′ N, 161° 24′ E / 31.3°N,161.4°E | 20 km    |
| Q     | 29° 18′ N, 157° 48′ E / 29.3°N,157.8°E | 29 km    |
| R     | 31° 18′ N, 158° 54′ E / 31.3°N,158.9°E | 17 km    |
| T     | 32° 42′ N, 159° 42′ E / 32.7°N,159.7°E | 37 km    |
| U     | 33° 06′ N, 158° 18′ E / 33.1°N,158.3°E | 27 km    |